# Station Patricroft
Patricroft is een spoorwegstation van National Rail in Patricroft, Salford in Engeland. Het station is eigendom van Network Rail en wordt beheerd door Northern Rail. 